# Evangelisch-reformierte Kirche (Veldhausen)

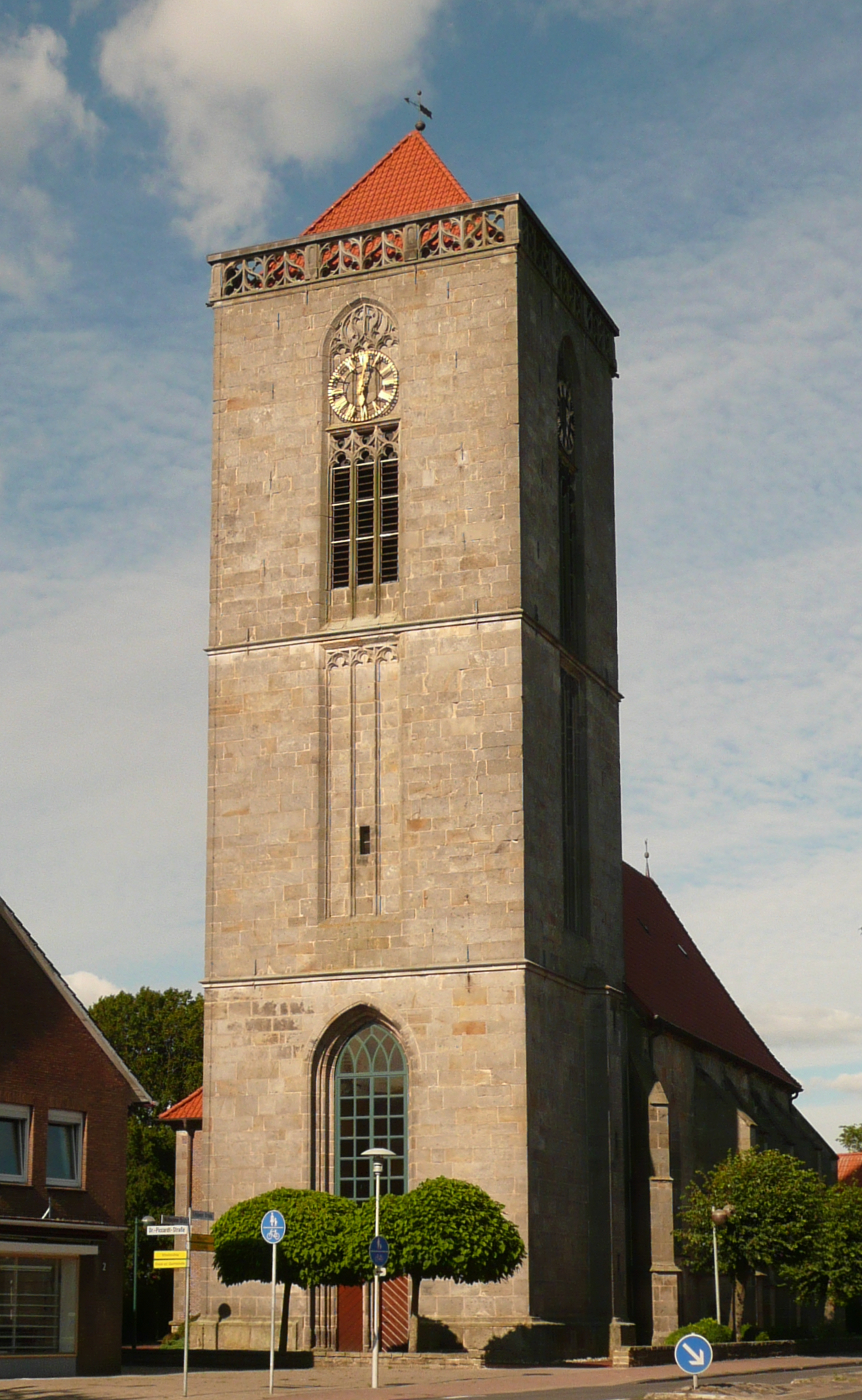
Evangelisch-reformierte Kirche Veldhausen

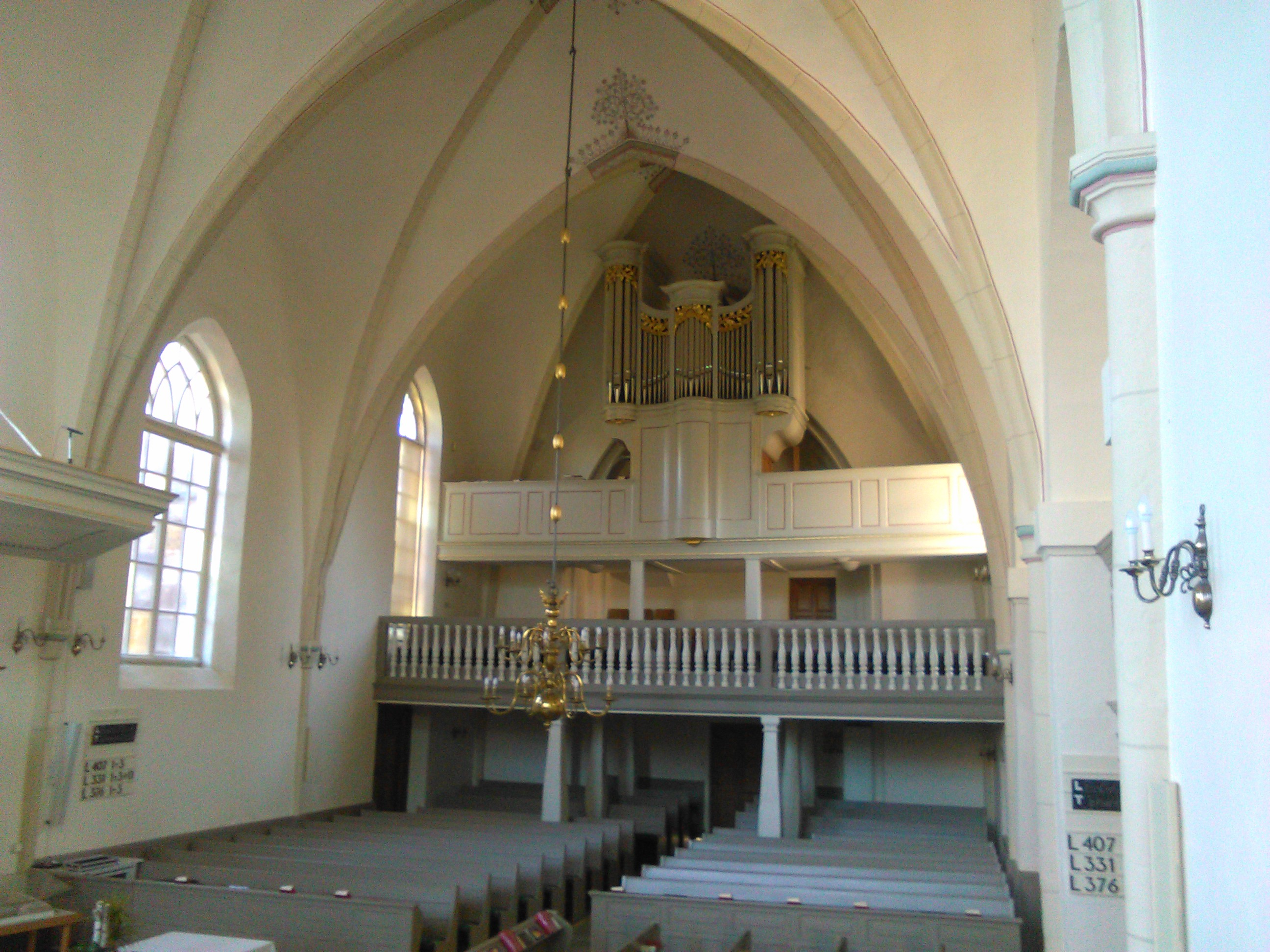
Innenansicht mit Orgel

Die Evangelisch-reformierte Kirche in Veldhausen, einem Stadtteil von Neuenhaus im Landkreis Grafschaft Bentheim in Niedersachsen, wurde bereits in vorreformatorischer Zeit erbaut. Die Gemeinde gehört der Evangelisch-reformierten Landeskirche an.

## Beschreibung
Mit dem Bau der Saalkirche aus Quadermauerwerk wurde 1411 begonnen. Das Langhaus mit vier ungleich querrechteckigen Jochen und der Chor mit einem dreiseitigen Abschluss wurden vor 1500 vollendet. 1822 wurde an die mittleren Joche auf der Nordseite ein Querarm angebaut. 
Das Pyramidendach des 1509 fertiggestellten Kirchturms versteckt sich hinter einer Attika aus Maßwerk. In seinem Glockenstuhl hängen drei Kirchenglocken, die älteste, 1509 von Wolter Westerhues gegossene, wurde 1949 von der Glocken- und Kunstgießerei Rincker umgegossen, von der noch eine weitere stammt. Eine kleine Glocke wurde noch 1839 gegossen. 
Der Innenraum ist mit einem Kreuzrippengewölbe überspannt, der Chor von einem Sterngewölbe bedeckt. Um die Kanzel aus dem 17. Jahrhundert gruppieren sich die Kirchenbänke. Vor der Kanzel steht das Taufbecken. 
Die Orgel mit zwölf Registern, einem Manual und einem angehängten Pedal wurde 1793 von Jacob Courtain gebaut und 1952 von Paul Ott und 1966 vom Orgelbauer Reil restauriert. 1991 wurde sie von  Verschueren Orgelbouw rekonstruiert.